# Breitfußschnecken
Breitfußschnecken oder Seehasen (Anaspidea, „Schildlose“, auch Aplysiomorpha, „Seehasenähnliche“) sind eine Unterordnung der Hinterkiemerschnecken mit rund 700 Arten in 10 Gattungen und zwei Familien (Aplysiidae und Akeridae). Die drei Namen weisen auf drei Charakteristika hin: breite, seitliche am Fuß auswachsende Lappen (Parapodien), die Stand und Fortbewegung erleichtern, ein fehlender Kopfschild, sowie ein Aussehen, das ihnen aufgrund großer Rhinophoren, großer Oraltentakel und Körperform im Wasser Ähnlichkeit mit einem sitzenden Hasen verleiht. Charakteristisch sind Rückbildungen externer Schalen zu (teil)ummantelten inneren oder ganz fehlenden Schalen, eine vegetarische Ernährung und Kaumägen.

## Merkmale
Beschalung.
In der Evolution der Hinterkiemer ist der Prozess der Schalenrückbildung von vorhandener externe Schale über unterschiedlich stark in eine ganz oder teilweise vom Mantel (Pallium) umgebene innere Schale bis hin zum vollständigen Verlust der Schale zu verzeichnen. Gradmesser für diesen Prozess sind die Form der Schale (Wölbung, Plättchen, geometrische Form), die Schalenstärke (Grad der Verkalkung, Dicke in Relation zur Exemplargröße), die Einbettung (externe Schale, teilweise oder komplett in Gewebe eingebettet) und die Größe (groß, klein, vollständig atrophiert).

Bei Seehasen ist zwischen den primitiveren Akeroidea (Arten mit externer Schale) über die Aplysia (verschiedene Grade der Einbettung) bis hin zu den die gesamte Palette der evolutionären Entwicklung vorzufinden. Sie stehen damit zwischen den Hinterkiemern mit externer Beschalung und Hinterkiemern (wie z. B. Nacktkiemern), die grundsätzlich keine Schale haben.

Externe Schalen findet man z. B. bei der
Akera soluta.
Ihre Schale erreicht fast Körperlänge und verdeckt die inneren Organe. Sie ähneln in ihrer gewölbten Form den Schalen der Atys cylindrica (Kopfschildschnecke der Familie Haminoeidae). Eine moderate Verkalkung gibt Halt und bewahrt Flexibilität für ihre Lebensweise .

Innere Schalen.

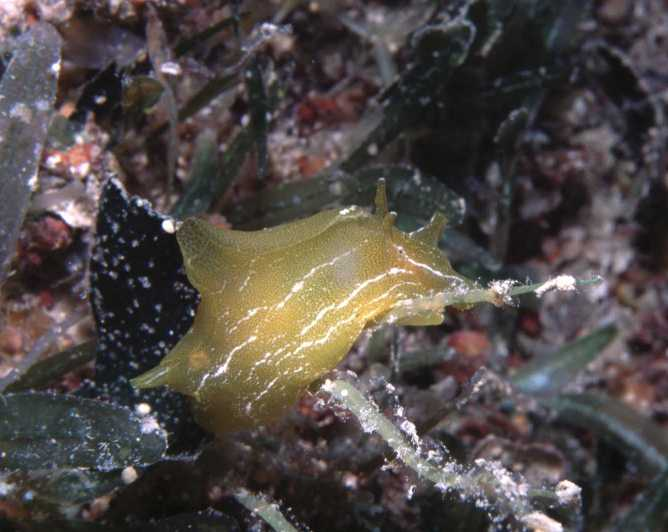
Syphonota geographica

Bei einigen Arten der Gattungen Aplysia und Syphonota ist die Wölbung der Schalen und damit auch ihre Hüllwirkung verschwunden. Die Schalen gleichen eher flache Deckeln und liegen auf dem hinteren Teil des Körpers über der Mantelhöhle mit Herz, Kiemen, inneren Organen. Sie werden teilweise oder vollständig von der Außenhaut (Mantel, Pallium) überdeckt.
Bei Dolabella auricularia hat die fast plane Schale eine Ohrenform (Kreis mit asymmetrischer Ausschabung). Sie bietet Zugang den inneren Kiemen in der sehr kleinen (rückgebildeten) Mantelhöhle.
Bei den Dolabrifera brazieri sind nur noch rudimentäre Schalen vorhanden. Dies äußert sich in den verhältnismäßig geringen Ausmaßen und der unregelmäßigen Form der Schalen.

Keine Schalen.
Bei Arten der Gattungen Bursatella leachii und Stylocheilus striatus gibt es keine Schale mehr: sie ist vollständig atrophiert.
Parapodien.

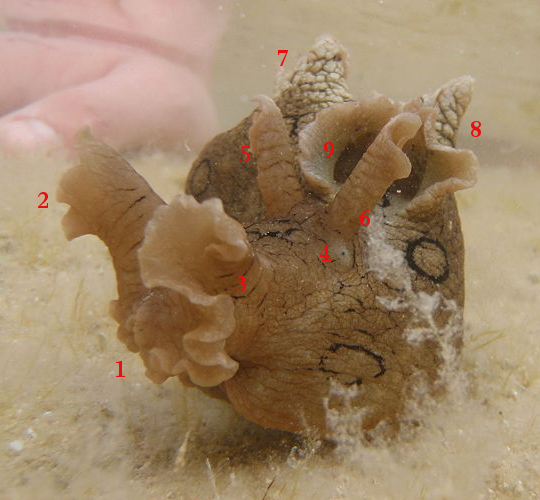
Aplysia dactylomela: 1 Vorderseite mit Schlund, 2,3 orale Tentakel, 4 Auge (schwarzer Punkt auf hellem Untergrund), 5,6 Rhinophoren, 7,8 Parapodiallappen, 9 Parapodialhöhle (mit mantelumhüllter Schale und darunterliegender Mantelhöhle)

Parapodien sind seitliche Hautfortsätze. Innerhalb der Hinterkiemer treten sie bei verschiedenen Gruppen auf: bei den Ruderschnecken, bei den Kopfschildschnecken, bei den Schmetterlingsschnecken und bei den Seehasen. Die Form der Parapodien differiert je nach Gruppe in Form und Funktion. Bei den Seehasen wachsen die Parapodien vom Fuß aus seitwärts. Sie haben nicht die flügelartige Form wie die  Parapodien der Thecosomata oder der Gymnosomata.
Stattdessen haben die Parapodien der Seehasen eher die Form eines seitlich auswachsenden Saumes oder Lappens unterschiedlich ausgeprägter Breite. Die Lappen haben eine stabilisierende Wirkung. Auf dem Boden erweitern sie die Stellfläche (Fuß). Beim Schwimmen sind bilden sie seitliche Tragflächen, mit denen die Tiere im Wasser gleiten oder sogar durch Flügelschläge schwimmen. Einige Arten können die Parapodien über dem Rücken zusammenführen. Damit kann die Mantelhöhle, die von rückgebildeten Schalen nur noch unzureichend geschützt wird, zusätzlich abgedeckt und versteckt (Tarnfarben, -muster auf den Lappen) werden. Arten wie die Notarchus indicus, Dolabella auricularia gehen sogar noch einen Schritt weiter. Bei ihnen sind die Parapodien sogar über dem Rücken zusammengewachsen und bilden die Parapodialhöhle. Es verbleiben nur noch 1,2 Öffnungen (Siphoren). Diese werden verschieden genutzt: als Öffnungen, durch die Meerwasser für die Kiemen ein und ausströmt, bei einigen Arten (Notarchus indicus) sogar als Rückstromantrieb.
Mantelhöhle.
Die Mantelhöhle ist vielfach aufgrund der evolutionären Rückbildung sehr klein. Sie enthält das Herz und die inneren Kiemen.
Für den Gasaustausch bei Atmung ist ein Wasserzu- und -abfluss notwendig. Dieser wird durch eine Öffnung (Foramen) realisiert. Diese Öffnung geht entweder direkt ins Wasser oder führt in die Parapodialhöhle (siehe oben).
Kopf.
Seehasen haben eine "normale" Kopfform, d. h. weder ein Kopfschild noch verschmolzene Tentakel wie die Cephalaspidea. Sie haben eine Raspelzunge (Radula). In der Schlundnähe gibt es seitwärts abgehende flache, eingerollte Tentakel mit Chemo- bzw. Mechanorezeptoren und Nervenzellen. Charakteristisch sind ferner die Rhinophoren, einem olfaktorischen Sinnesorgan zur Wahrnehmung von Substanzen. Diese befinden sich auf der Oberseite des Tieres zwischen Kopfoberseite und Beginn der Parapodien. Sie haben die Form einer Antenne oder eingerollter Flächen.
Größe.
Die Seehasen erreichen Größen von unter 2 cm bis hin zu mehreren Dutzend Zentimetern. Einige Exemplare der Petalifera lafonti, Petalifera ramosa und Aplysia pulmonica haben eine Länge von 3–5 cm. Einige Arten der Gattung Aplysia werden jedoch recht groß und bringen die größten Gastropoden hervor. So werden die Aplysia punctata bis zu 20 cm, die Aplysia fasciata bis zu 40 cm lang. Es wurden sogar Exemplare der Aplysia vaccaria gefunden, die 75 cm lang waren und 4,4 lb (~ 2 kg) wogen.
Form.
Die Seehasen haben eine eher längssymmetrische Form.

## Lebensräume
Die Seehasen sind Kosmopoliten und kommen in den meisten Meeren und Ozeanen vor. Sichtungen erfolgten im Pazifik, im Indischen Ozean, im Roten Meer, in der Karibik, im Atlantik, im Mittelmeer. Sie kommen aber nicht nur in tropischen oder gemäßigten Gewässern vor, denn Sichtungen erfolgten auch bei Südafrika und in der Nordsee.
Einige Gattungen wie die Aplysia besiedeln bevorzugt Flachwassergebiete an Küsten und wellengeschützte Buchten, mit reichlich verfügbarer Wasservegetation. Andere Arten kommen jedoch auch in Tiefen von 30 m vor.

## Lebensweise
Ernährung.

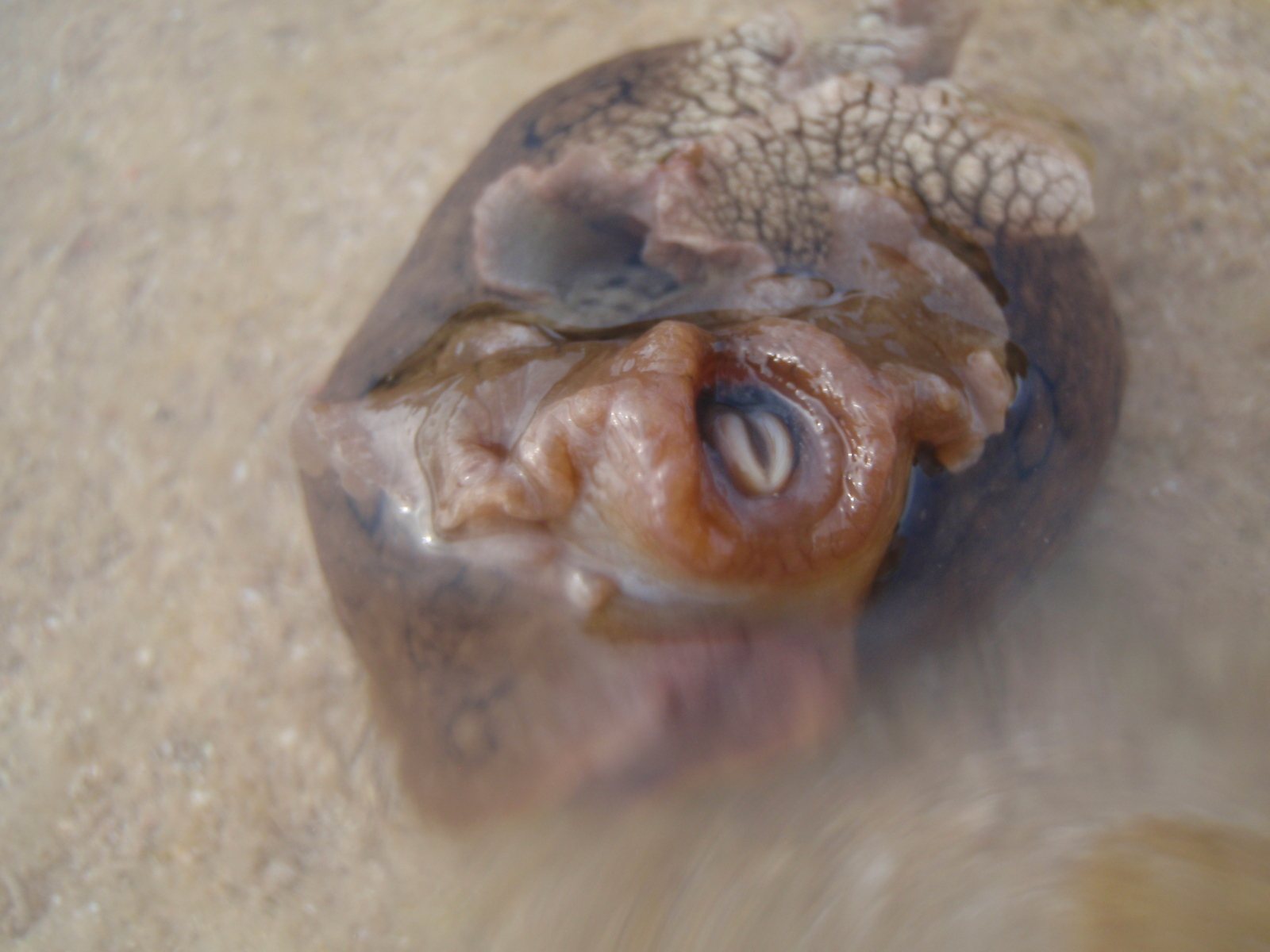
Aplysia dactylomela: Schlund

Seehasen sind Pflanzenfresser. Sie ernähren sich vielfach von verschiedenen Algen, Tang, Seegras. Der Verdauungstrakt kann exemplarisch anhand Arten der Aplysiidae beschrieben werden. Der Verdauungstrakt hat sechs Stufen: Schlund, Lagerkammer, Kaumagen, Magen, Darm und Caecum. Das vegetarische Futter wird zunächst mit der ausgefahrenen Raspelzunge abgenagt und gelangt in die Schlundhöhle. An deren Ende, am Übergang zu einer sackartigen Kammer, befinden sich die Ausgänge eines Paares größerer Speicheldrüsen. Aus dem Schlund wird nach Speichelzufluss das vorbearbeitete Futter in der sackartigen Kammer zwischengelagert. Im Anschluss daran tritt es in den Muskelmagen ein. Dieser beginnt mit einer sich erweiternden Vorkammer, zur erneuten Zwischenlagerung. Anschließend folgt ein Abschnitt, der sich durch einen äußeren Kreismuskel hindurchführt. Bei Kontraktionen bewegt dieser Muskel sich im Mageninneren befindliche Kauplatten mit pyramidenartigen Chitinaufsätzen. Damit werden die pflanzlichen Späne fein zermahlen und in eine dickliche Flüssigkeit gewandelt. Die Flüssigkeit durchläuft dann eine sich verengende Kammer, an deren Seitenwände eine Art Chitinhaken noch vorhandene größere Partikel herausfiltern. Im Anschluss an den Kaumagen tritt die verflüssigte Nahrung in den Magen ein. Über kleine Kanäle können Verdauungsdrüsen Sekrete einspritzen. Hinter den Kanälen gibt es am Magenende zwei Ausgänge: einen zum Darm, einen zum Caecum. Die Innenwände von Magen wie Caecum sind mit flächigen Bürsten aus Haarzellen versehen. Diese trennen in einem komplizierten Prozess Unverdauliches und bereits Verdautes von den zu verdauenden Stoffen. Im Darm erfolgt die Nährstoffentnahme. Im röhrenförmigen Caecum werden die Ausscheidungen dann zu den typischen Kugeln geformt.
Fortbewegung.
Seehasen gleiten auf dem Boden, können an Pflanzen emporsteigen. Einige Arten können schwimmen. Dabei formen die Parapodien Tragflächen oder werden wie Flügel als Antrieb genutzt. Zu den schwimmenden Arten zählen u. a. die

Akera bullata,

Akera soluta,

Aplysia brasiliana und

Aplysia fasciata.
Fortpflanzung.
Wie allen Hinterkiemer sind Seehasen Zwitter. Sie haben eine Zwitterdrüse, mit der sie männliche wie weibliche Keimzellen produzieren können. Sie sind jedoch keine Selbstbefruchter, sondern brauchen für die Befruchtung einen Partner. Bei der Paarung erfolgt eine wechselseitige Begattung mit Rollentausch. z. B. haben Arten der Aplysia in Taschen unter der Oberhaut einen Penis verpackt. Dieser wird bei der Begattung zu einem langen, spiraligen Schlauch in Richtung der Geschlechtsöffnung des Partners ausgefahren, durch den die eigenen Spermien übertragen werden. Bei großen Populationen kommt auch ein Reihenbetrieb vor. Die Eier werden in Gelegen oder Laichschnüren Boden abgelegt oder an Pflanzen befestigt.
Schutzmechanismen.

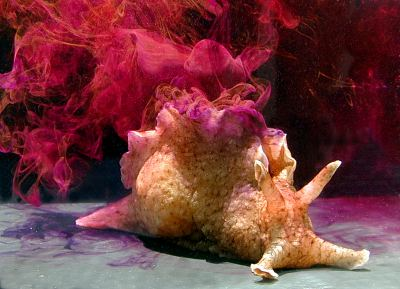
Aplysia californica: Farbausstoß

Seehasen sind an sich friedliche, pflanzenfressende Lebewesen. Dennoch, oder gerade deshalb haben sie natürliche Fressfeinde.
Seehasen haben keine Angriffswaffen, mit denen sie Angreifer verletzen, sondern verwenden Blend- und Tarntechniken. Bei Arten mit externen Schalen bieten letztere einen begrenzten Schutz. Die Wirkung der Schalen hängt stark von deren Festigkeit ab. Andere Arten werden hauptsächlich durch eine angepasste Färbung und Musterung der Außenhaut in ihren Lebensräumen weitgehend unsichtbar. Bei Tieren mit Innenschalen spielen hierbei die Parapodien eine gewisse Rolle. Sie bieten durch Rückenbedeckung einen gewissen Schutz, der jedoch an eine feste Bewehrung nicht heranreicht. Aber Färbungen und Maserungen an den Unterseiten bieten einen zusätzlichen Sichtschutz. Einige Arten (z. B. der Aplysia) stoßen bei Bedrohung oder Berührung pigmenthaltige (weiß, hell- oder dunkelviolett) Flüssigkeiten ("Tinte") aus (Blendtechnik).
Sozialleben.
Verschiedene Arten von Seehasen sind keine Einzelgänger, sondern treten in größeren Populationen auf. Sichtbar wird das, wenn bei ungünstigen Witterungen große Mengen der Tiere ans Land gespült werden oder beim Fischfang. Streckenweise gibt es eine explosionsartige Vermehrung: in einem Einzelfall wurde eine Dichte von 660 Tieren pro m2 verzeichnet.

Beobachtet wurde des Weiteren, dass einige Seehasenarten bei ihren Wanderungen einen grob zweiphasigen Tagesablauf haben, bestehend aus einer Weide- und einer Ruhezeit. Während der Weidezeit entfernen sich die Tiere voneinander. In der Ruhephase konzentrieren und reproduzieren sie sich.

Größere Migrationen scheinen ebenfalls nicht unüblich.

## Etymologie
Anaspidea kann aus dem Altgriechischen abgeleitet werden: ἀ- = nicht, kein; ἀσπίς = Schutzschild. Übersetzt bedeutet es so viel wie die ohne Schild.
Aplysiomorpha kann teilweise auch aus dem Altgriechischen abgeleitet werden: μορφο- = -förmig, gestaltet, Form von ….

## Systematik
Die Taxonomie der Schnecken unterliegt Revisionen und Wandel. Daher gibt es verschiedene Systematiken. Als klassisch wird meist die auf Johannes Thiele (1929–1935) zurückgehende betrachtet. Sie war bis in die 1990er anerkannt.
Eine modernere und die letzte aufgrund rein morphologischer Ansätze aufgestellte Systematik ist die von Ponder & Lindberg (1997).
Die aktuelle Systematik ist phylogenetisch orientiert und geht zurück auf Bouchet & Rocroi (2005).

### Systematik nach Bouchet & Rocroi (2005)
- Klasse Gastropoda G. Cuvier, 1797
  - Clade Heterobranchia J.E. Gray, 1840
    - informelle Gruppe Opisthobranchia H. Milne Edwards, 1848
      - Clade Aplysiomorpha P.H. Fischer, 1883
        - Überfamilie Akeroidea Mazzarelli, 1891
          - Familie Akeridae Mazzarelli, 1891 mit der einzigen Gattung Akera O.F. Müller, 1776

        - Überfamilie Aplysioidea J.-P. Lamarck 1809
          - Familie Aplysiidae J.-P. Lamarck 1809
            - Unterfamilie Aplysiinae J.-P. Lamarck 1809
            - Unterfamilie Dolabellinae H.A. Pilsbry, 1825
            - Unterfamilie Dolabriferinae H.A. Pilsbry, 1825
            - Unterfamilie Notarchinae Mazzarelli, 1893

Mit dem Übergang von der Systematik nach Ponder & Lindberg (1997) zur Systematik von Bouchet & Rocroi (2005) wird das  Taxon Anaspidea durch das Taxon Aplysiomorpha ersetzt.
In der Systematik von Bouchet & Rocroi (2005) erfolgte eine Umordnung der Untergruppe Anaspidea (P.H. Fischer, 1883).  Die Untergruppe Anaspidea selbst wurde zur Gruppe der Aplysiomorpha.  Während die Überfamilie Akeroidea übernommen wurde,  wurde in der Überfamilie Aplysioidea eine neue Hierarchieebene  eingeführt.  Die Familien Aplysiinae, Dolabellinae, Dolabriferinae, Notarchinae  nach Ponder & Lindberg (1997) wurden Unterfamilien in der Familie Aplysiidae.  Beim Aufsplitten wurden die Überfamilie Aplysioidea und die Familie  Aplysiidae J.-P. Lamarck zugeschrieben.

### Systematik nach Ponder & Lindberg (1997)
- Klasse Gastropoda G. Cuvier, 1797
  - Unterklasse Orthogastropoda W.F. Ponder & D.R. Lindberg, 1995
    - Teilklasse Apogastropoda L. Salvini-Plawen & G. Haszprunar, 1987
      - Überordnung Heterobranchia J.E. Gray, 1840
        - Gruppe Euthyneura J.W. Spengel, 1881
          - Ordnung Opisthobranchia H. Milne Edwards 1848
            - Unterordnung Anaspidea P.H. Fischer, 1883
              - Überfamilie Akeroidea Mazzarelli, 1891
                - Familie Akeridae O.F. Müller, 1776

              - Überfamilie Aplysioidea J.-P. Lamarck 1809
                - Familie Aplysiinae J.-P. Lamarck 1809
                - Familie Dolabellinae H.A. Pilsbry, 1825
                - Familie Dolabriferinae H.A. Pilsbry, 1825
                - Familie Notarchinae Mazzarelli, 1893

### Entwicklung des Taxons
Das Taxon Anaspidea wurde ursprünglich von P.H. Fischer
als ein unspezifizierter Rank oberhalb einer Familie eingeführt. J. Thiele konkretisierte 1925 den Rank zu Unterordnung. In der Systematik von Bouchet & Rocroi (2005) wurde das Taxon jedoch durch Aplysiomporhpa ersetzt, weil es nicht von einer namensgebenden Familie abstammt.